# Шуберт, Карин
Карин Иоганна Шуберт (нем. Karin Johanna Schubert; род. 26 ноября 1944, Гамбург) — немецкая киноактриса. Снималась в основном в итальянском кино. В возрасте около 30 лет переключилась на эротические проекты. В середине 80-х перешла к съёмкам в порнофильмах, где и завершила кинематографическую карьеру.

## Биография
В конце 60-х годов начала сниматься в итальянских боевиках и вестернах. Наиболее успешными фильмами с её участием стали «Мания величия» Жерара Ури, «Синяя борода» Эдварда Дмитрыка, «L’attentat» (в советском прокате — «Похищение в Париже») Ива Буассе и «Tutti per uno… botte per tutti» Бруно Корбуччи — спагетти-вестерн по сюжету «Трех мушкетеров» (также выходил под названием «Three Musketeers of the West»). Затем стала звездой эротических комедий 70-х, наиболее известной из которых стала «Убальда, обнаженная и жаркая».
Наивная и в то же время провокационная внешность Шуберт привлекла внимание режиссёра Джо Д’Амато, который привел её в эротическое кино (самыми известными работами Шуберт в этом жанре стали «Emanuelle nera», «La Dottoressa sotto il lenzuolo» и «Emanuelle — perché violenza alle donne?»). В 1985 году перешла в порно — снимаясь как в кино, так и в журналах. Причиной этого стали денежные затруднения, связанные с лечением от наркомании сына Карин — который избивал её. Позднее, участвуя в ток-шоу Маурицио Костанцо, Шуберт осудила все то, через что ей пришлось пройти на пути к порнозвезде.
Шуберт заключила весьма выгодный для себя контракт. Помимо ежегодного гонорара в 180 000 немецких марок, она добилась недопущения сцен зоофилии и анального секса — а также потребовала, чтобы её партнеры были только белыми. Первым её порнофильмом стал фильм «Morbosamente vostra», в котором она сыграла Кору, домохозяйку-шизофреничку с распутными фантазиями.
Снималась в основном в итальянских порнофильмах. В 1990 году снялась в немецкой трилогии «Wiener Glut». В 1993 году исполнила роль бабушки в итало-французском порнофильме «Эротические приключения Красной Шапочки» (итал. Le avventure erotix di Cappuccetto Rosso), получившем массовое распространение на пике видеобума середины 90-х.
В 1994 году возраст вынудил Карин уйти из порноиндустрии — к тому времени на её счету было 24 фильма. Она стала работать в телефонной секс-службе, а также снималась в рекламе на некоторых частных телестанциях северной Италии. 1 сентября, угнетенная одиночеством и бедностью, совершила попытку самоубийства, приняв барбитураты и полбутылки водки, но была вовремя обнаружена соседями. В телеинтервью, данном в октябре того же года, заявила, что в возрасте 11 лет подверглась домогательствам отца. 20 мая 1996 года вторично пыталась покончить с собой, на этот раз отравившись угарным газом автомобиля, но вновь была спасена и в течение нескольких недель находилась в критическом состоянии.
Живёт со своими собаками на вилле в Манциане.

## Фильмография
- 1968. Samoa, regina della giungla.
- 1970. Vamos a matar, compañeros.
- 1970. Satiricosissimo.
- 1971. Scusi, ma lei le paga le tasse?
- 1971. I due maghi del pallone.
- 1971. Gli occhi freddi della paura.
- 1971. La Folie Des Grandeurs.
- 1971. Il prete sposato.
- 1972. «it:Quel gran pezzo dell'Ubalda tutta nuda e tutta calda» (итал.) («Убальда, обнаженная и жаркая»).
- 1972. Bluebeard.
- 1973. Tutti per uno… botte per tutti.
- 1973. La casa della paura.
- 1973. La punition.
- 1974. Mio Dio, come sono caduta in basso!
- 1974. Il bacio di una morta.
- 1974. Il pavone nero.
- 1975. Lo sgarbo.
- 1975. Emanuelle nera.
- 1975. L’uomo che sfidò l’organizzazione.
- 1976. La dottoressa sotto il lenzuolo.
- 1976. Frittata all’italiana.
- 1976. Cuando los maridos se iban a la guerra.
- 1977. Emanuelle: perché violenza alle donne?
- 1977. Il buio intorno a Monica.
- 1978. La Casalinga di Voghera.
- 1979. Une Femme spéciale.
- 1980. L’infermiera nella corsia dei militari.
- 1983. Black Venus.
- 1984. Christina.
- 1984. Hanna D. — La ragazza del Vondel Park.
- 1985. Morbosamente vostra.
- 1986. Karin l’ingorda.
- 1986. Ricordi di notte.
- 1987. Poker di donne.
- 1987. Devil in Mr. Holmes.
- 1987. Osceno.
- 1987. Il vizio nel ventre.
- 1987. Born for love.
- 1987. Born for love II.
- 1987. Karin moglie vogliosa.
- 1987. Altri desideri di Karin.
- 1987. Orgia libera.
- 1988. Karin e Barbara, le supersexystar.
- 1989. La parisienne.
- 1989. Mafia Connection.
- 1990. Wiener Glut.
- 1990. Wiener Glut II.
- 1990. Wiener Glut III.
- 1991. Stone clan teil 1.
- 1991. Stone clan teil 2.
- 1993. Una zia, due nipotine… 30 cm di cameriere.
- 1993. Le avventure erotix di Cappuccetto Rosso.
- 1994. Le tre porcelline.
- 1994. Divisione di colpi.